# ノチェロ
ノチェロ（Nocello）とは、イタリアはサヴィニャーノ・スル・パーナロにあるトスキ・ヴィニョーラが製造する、クルミのリキュールの銘柄である。液色は褐色、アルコール度数は24度、エキス分は30％。
まれに社名と合わせた呼称「トスキ・ノチェロ」として紹介されることもあるが、ラベルに記された製品名はあくまで「ノチェロ」であり、本稿では以降そちらの表記に統一する。

## 概説
ノチェロの"ノチェ"（Noce）と言うのは、イタリア語でクルミのことである。その名の通り、ノチェロはクルミのリキュールであり、そのボトルのキャップには本物のクルミがあしらわれている。ノチェロは、中性スピリッツをベースとしたリキュールである。製造元のトスキ社の創業が1945年であることからも明らかなように、第二次世界大戦後に開発された比較的新しいリキュールでもある。製造法は、まだ殻に緑色が残っている状態のクルミの実を破砕して、これを中性スピリッツに浸漬する。この後、一定の割合を取って蒸留の操作を行い、蒸留に回さなかった分は濾過する。これらに、詳細は公開されていないが、植物性の材料を加える。さらに、シュガーシロップを加え、水で希釈し（加水し）、アルコール度数24度、エキス分30％に調整されたものが製品となる。ノチェロは、そのままストレートで飲用する他にも、カクテルの材料に利用されたり、製菓に利用されたりする。
一例として、エスプレッソやカプチーノにノチェロを加えたり、アイスクリームのトッピングやスポンジケーキの風味付けなどがあげられる。

## ノチェロを使ったカクテル
ノチェロ・シェーク （Nocello Shake）
ノチェロ・シェークとは、冷たいタイプのロングドリンクに分類されるカクテルの1種である。ノチェロ30ml、牛乳90mlを強くシェークして、氷を入れたタンブラー（容量240ml程度）に注ぎ、適量のナツメグを振りかければ完成である。
プチ・スカーレル （Petit Squirrel）
バーボン・ウィスキー2/4、コアントロー1/4、ノチェロ1/4、ライムジュース1tspをシェークしてカクテル・グラスに注げば完成である。
フレンチ・ウォールナッツ （French Walnut）
フレンチ・ウォールナッツとは、カクテルの1種である。まず適切なグラスにコニャックを注ぎ、そこに同量のノチェロを加え、ステアすれば完成である。

## 主な参考文献
- 福西 英三 『リキュールブック』 柴田書店 1997年7月1日発行 ISBN 4-388-05803-3